# 南牧村 (長野縣)
南牧村（日语：／ Minamimaki mura */?）為長野縣南佐久郡的一村，野邊山宇宙電波觀測所位於此地。

## 地理
- 山岳：八岳
- 河川：千曲川、湯川（日语：湯川 (南牧村)）、富士川